# 2591 Дворецки
2591 Дворецки (енгл. 2591 Dworetsky) је астероид главног астероидног појаса са средњом удаљеношћу од Сунца која износи 2,942 астрономских јединица (АЈ).
Апсолутна магнитуда астероида је 11,4.